# Trofeo Ciudad de Sevilla
Trofeo Ciudad de Sevilla (z hiszp. Trofeum miasta Sevilla) – międzynarodowy towarzyski klubowy turniej piłkarski rozgrywany regularnie latem od 1972, z wyjątkiem 1983, 1986–1991 i 1993, na stadionach Ramón Sánchez Pizjuán oraz Benito Villamarín w Sewilli (Hiszpania) i organizowany przez władze miasta oraz dwa wiodące miejskie kluby Sevilla FC i Real Betis.
Turniej po raz pierwszy odbył się w 1972 roku, jeden z gospodarzy FC Sevilla zdobyła trofeum. W 1994 roku została rozegrana 16 ostatnia edycja.
W 1992 roku, po siedmiu latach bez zorganizowania turnieju, a przy okazji Wystawy Światowej w Sewilli, została rozegrana specjalna edycja, w której uczestniczyły, wraz z dwoma gospodarzami Sevilla FC i Real Betis, FC Barcelona, Atlético Madryt, Vasco da Gama oraz FC Porto, który zdobył trofeum.
Trofeum przedstawiał najbardziej charakterystyczne budynki i zabytki Sewilli, La Giralda i Torre del Oro i był inny w każdej z posiadanych wersji.
Początkowo w turnieju występowały cztery drużyny i rozgrywano dwa mecze półfinałowe oraz mecz o 3 miejsce i finał, ale w ostatnich latach turniej rozgrywany w formacie pojedynczego meczu.

## Finały
| Edycja | Rok       | Finał                | Finał          | Finał           | Trzecie miejsce                | Trzecie miejsce                | Trzecie miejsce                |
| Edycja | Rok       | Zwycięzca            | Wynik          | Finalista       | 3 miejsce                      | Wynik                          | 4 miejsce                      |
| ------ | --------- | -------------------- | -------------- | --------------- | ------------------------------ | ------------------------------ | ------------------------------ |
| I      | 1972      | Sevilla FC           | 1:0            | Budapest Honvéd | Real Betis                     | 5:0                            | Peñarol                        |
| II     | 1973      | Sevilla FC           | 2:1            | Dinamo Moskwa   | Real Betis                     | 1:1 (k. ?:?)                   | Independiente                  |
| III    | 1974      | Real Betis           | 0:0 (k.)       | SL Benfica      | Sevilla FC                     | 4:1                            | Sporting CP                    |
| IV     | 1975      | Real Betis           | 1:0            | Sevilla FC      | Ferencvárosi TC                | 2:1                            | Dynamo Kijów                   |
| V      | 1976      | Sevilla FC           | 1:0            | Real Betis      | Cruzeiro EC                    | 4:2                            | Hajduk Split                   |
| VI     | 1977      | Real Betis           | 3:1            | Sevilla FC      | Vasas SC                       | 2:1                            | SL Benfica                     |
| VII    | 1978      | Sevilla FC           | 1:0            | Real Betis      | Wisła Kraków                   | 1:1 (k.)                       | Standard Liège                 |
| VIII   | 1979      | Vasco da Gama        | 2:2 (k.)       | Real Betis      | Slovan Bratysława              | 2:0                            | Sevilla FC                     |
| IX     | 1980      | Real Betis           | 2:1            | Sevilla FC      | AS Roma                        | 3:2                            | Dinamo Zagrzeb                 |
| X      | 1981      | West Bromwich Albion | 2:0            | Sevilla FC      | Real Betis                     | 2:1                            | Southampton F.C.               |
| XI     | 1982      | Sevilla FC           | 2:1            | CSKA Sofia      | Ferencvárosi TC                | -                              | -                              |
|        | 1983      | Nie rozgrywano       | Nie rozgrywano | Nie rozgrywano  | Nie rozgrywano                 | Nie rozgrywano                 | Nie rozgrywano                 |
| XII    | 1984      | Sevilla FC           | 2:1            | Boca Juniors    | Universidad Católica           | -                              | -                              |
| XIII   | 1985      | Peñarol              | 0:0 (k.)       | Real Betis      | -                              | -                              | -                              |
|        | 1986–1991 | Nie rozgrywano       | Nie rozgrywano | Nie rozgrywano  | Nie rozgrywano                 | Nie rozgrywano                 | Nie rozgrywano                 |
| XIV    | 1992      | FC Porto             | 2:0            | Real Betis      | Vasco da Gama, Atlético Madryt | Vasco da Gama, Atlético Madryt | Vasco da Gama, Atlético Madryt |
|        | 1993      | Nie rozgrywano       | Nie rozgrywano | Nie rozgrywano  | Nie rozgrywano                 | Nie rozgrywano                 | Nie rozgrywano                 |
| XV     | 1994      | Sevilla FC           | 2:1            | Real Betis      | América Cali                   | 1:1 (k.)                       | CSKA Sofia                     |

## Statystyki
| Lp.   | Klub                 | Zdobywca | Finalista | Lata triumfów                            |
| ----- | -------------------- | -------- | --------- | ---------------------------------------- |
| 1.    | Sevilla FC           | 7        | 4         | 1972, 1973, 1976, 1978, 1982, 1984, 1994 |
| 2.    | Real Betis           | 4        | 6         | 1974, 1975, 1977, 1980                   |
| 3-6.  | Vasco da Gama        | 1        | 0         | 1979                                     |
|       | West Bromwich Albion | 1        | 0         | 1981                                     |
|       | Peñarol              | 1        | 0         | 1985                                     |
|       | FC Porto             | 1        | 0         | 1992                                     |
| 7-11. | Budapest Honvéd      | 0        | 1         |                                          |
|       | Dinamo Moskwa        | 0        | 1         |                                          |
|       | SL Benfica           | 0        | 1         |                                          |
|       | CSKA Sofia           | 0        | 1         |                                          |
|       | Boca Juniors         | 0        | 1         |                                          |